# Eugène Castelnau
Pour les articles homonymes, voir Castelnau.
Pour les autres membres de la famille, voir Famille Castelnau.
Alexandre Eugène Castelnau, né à Montpellier le 29 décembre 1827 et mort dans la même ville le 2 novembre 1894, est un peintre français. 

## Biographie

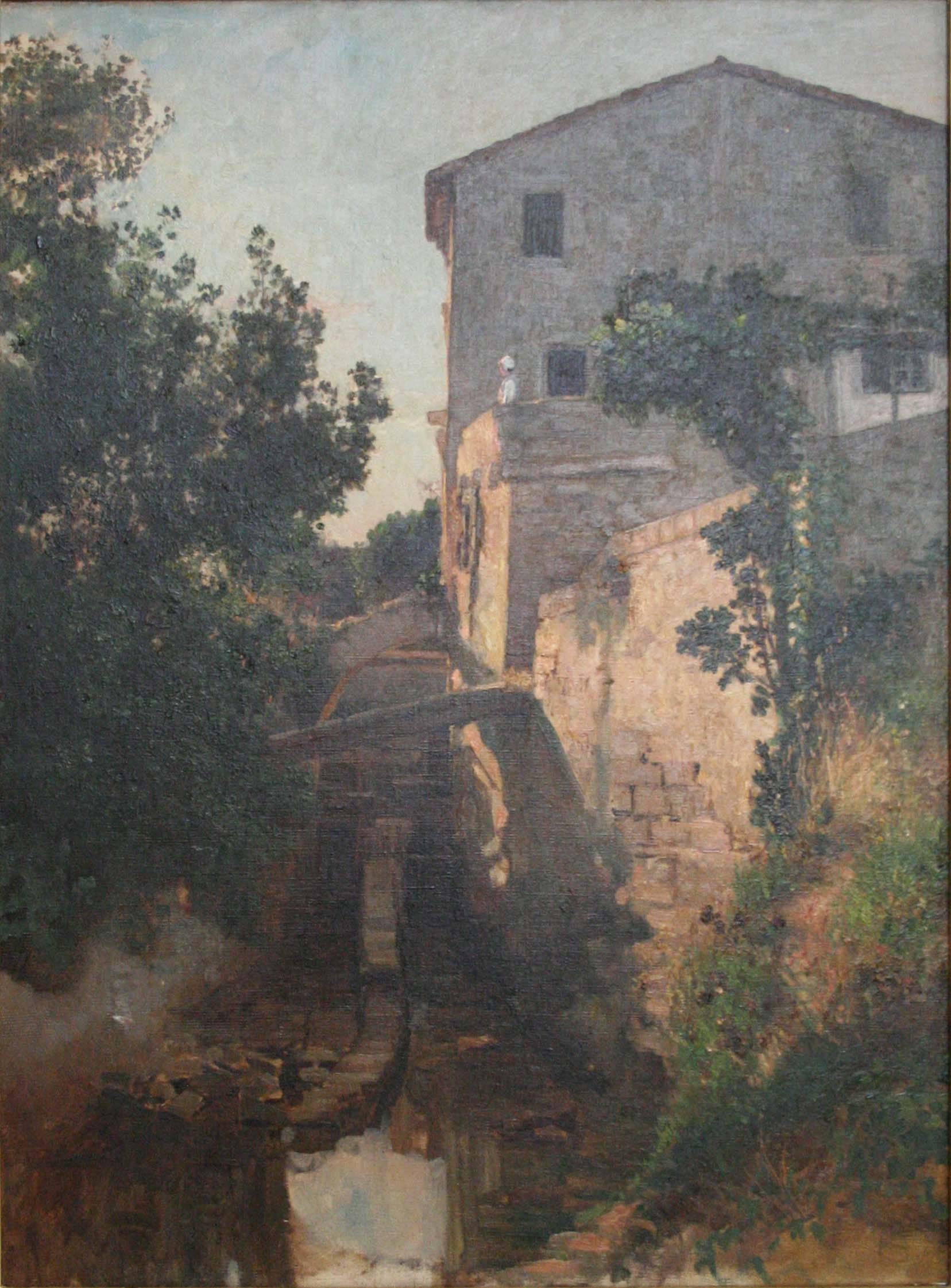
Les Bords du Vidourle, Montpellier, musée Fabre.

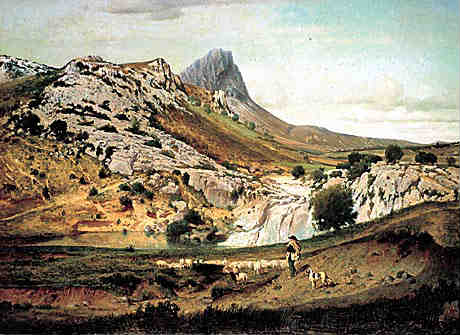
Les Garrigues du Pic Saint-Loup (1859), Montpellier, musée Fabre.

Eugène Castelnau appartient à une famille de la bourgeoisie protestante de Montpellier. Il est le fils d'Émile Castelnau (1793-1869), négociant et membre de la chambre de commerce de Montpellier, conseiller municipal d'Aimargues, et d'Anaïs Pomier (1800-1880). Il est le frère d'Albert Castelnau, député de l'Hérault républicain et écrivain, et le cousin du peintre Frédéric Bazille.
Il suit les cours de dessin de Charles Matet à l'École des beaux-arts de Montpellier, puis en 1841, il quitte sa ville natale pour la Suisse où il fait ses études secondaires. Il étudie ensuite à Paris, dans les ateliers d'Alexandre Calame et de Charles Gleyre.
En 1853, Eugène Castelnau séjourne en Italie. À Rome, il fréquente le peintre Ernest Hébert, il sillonne pendant quatre mois la campagne de Rome et la baie de Naples. Édouard-Auguste Imer a noté jour après jour les détails du voyage. Joséphin Peladan, biographe d'Hébert, a retranscrit ces notes. Du 24 septembre au 5 octobre 1853, les trois peintres sont à Rome. Ils visitent la galerie Borghèse, le palais Doria, les églises, et tout ce qui contient tableaux, fresques, mosaïques, sculptures, puis ils visitent Naples et font escale à Ceprano et San Germano.
Eugène Castelnau épouse le 10 février 1855 Marie Stéphanie Blouquier et ils ont quatre enfants. De 1857 à 1866, ils vivent à Montpellier, Lasalle (Gard), ou Saint Michel et Le Castellet près de Lunel.
Son premier tableau, Les Marais pontins, est présenté à l'Exposition universelle de 1855 à Paris.

## Autres activités
Eugène Castelnau participe à la vie politique et artistique de Montpellier. Il est adjoint au maire de septembre 1870 à avril 1871. En 1873, il devient président de la Société artistique de l'Hérault.

## Œuvres
- Les Marais pontins[réf. nécessaire].
- Les Bords du Vidourle, Montpellier, musée Fabre.
- Les Garrigues du Pic Saint-Loup, Montpellier, musée Fabre.

## Élèves
- Antoine Guillaume Trinquier (1833-1911), peintre et professeur de dessin à l'École des beaux-arts de Montpellier.
- Michel Maximilien Leenhardt (1853-1941), peintre, sculpteur et décorateur français.